# 小叶碱蓬
小叶碱蓬（学名：Suaeda microphylla）是藜科碱蓬属的植物。分布在高加索、中亚以及中国大陆的新疆等地，生长于海拔380米至700米的地区，多生于湖边、戈壁、沙丘或盐碱荒漠，目前尚未由人工引种栽培。
其种加词microphylla，意为“小叶的”。